# Jason Berry
Jason Berry  (Nova Orleães, 20 de fevereiro de 1949) é um repórter de investigação norte-americano baseado em Nova Orleães, autor e realizador de cinema. É conhecido por ter sido pioneiro nas reportagens de investigação sobre abusos sexuais na Igreja Católica.